# Förväntan
| Förväntan |
| --- |
| "Mon han dog ikke skulle komme?" ('Jag undrar om han inte borde komma'). Målning av Christen Dalsgaard från 1879. - Betydelse – tanke att det mest sannolika kommer att inträffa - Olika ord – tro, utsikt - Jämför – förhoppning (känsla av förväntan) |

Förväntan, utsikt eller tro syftar på hopp om en viss utveckling som också bedöms som den mest sannolika kommer att inträffa. En förväntan om framtida händelser kan vara mer eller mindre realistisk. Om det sannolika inte inträffar kan det leda till en känsla av besvikelse. Om något oväntat däremot inträffar, kan man bli (positivt eller negativt) överraskad.
Känslan av förväntan inför en (sannolik) händelse benämns också den förväntan, och denna känsla kan vara kopplad till spänning och nervositet inför händelsen. Det ska skiljas från förhoppning som är en tro, ofta grundad på känslor istället för sannolikheter, på att något gott eller önskvärt kommer att förverkligas.
Ett förväntat beteende hos en person som är del av en social grupp benämns social norm. 
Det relaterade verbet förvänta finns i svensk skrift sedan åtminstone 1647. Det är en avledning av vänta.